# Muhammad Tahir Pacha
Muhammad Taher Pacha (arabe : محمد طاهر باشا), (nom complet : Muhammad Mustafa Shakib Tahir, avec diverses variantes de transcription en caractères latins) né à Sarıyer (Istanbul) le 14 août 1897 et mort le 26 janvier 1970 dans la même ville, fut un membre de la dynastie ottomane Méhémet Ali d'Égypte et une personnalité sportive égyptienne, fondateur des Jeux méditerranéens.

## Biographie
Tahir Pacha fut le fils unique de son Excellence Mustafa Sekib Bey et son Altesse la princesse Emine Aziza Khanum, fille du Khédive d'Égypte Ismaïl Pacha (1830-1895). Il naquit dans le Pembe Yali situé à Emirgan (district de Sarıyer, sur le Bosphore). Sa mère est célèbre pour avoir fait construire le somptueux palais de Tahra au Caire . Il fut l'époux de son Altesse la princesse Semiha Hussayn (1889-1994) mais n'eurent pas d'enfant.

## Carrière politique
S’agissant de sa carrière politique et diplomatique, Tahir Pacha fut 
- sénateur du royaume d'Égypte
- émissaire extraordinaire, avec le titre de ministre plénipotentiaire, en Suède.

## Sport égyptien
Il fut président de diverses associations sportives, notamment le Royal Automobile Club d'Égypte, le Mohammed Ali Club, le Feroussia Club et l'Aero Club d'Égypte. En 1950 Tahir Pacha fonde le Trophée Tahir Pacha du CIO, dont le premier lauréat fut le champion d’escrime belge Paul Anspach en 1951.

## Sport international
Quatrième président du Comité national olympique égyptien de 1946 à 1954, Tahir Pacha est membre du comité exécutif du Comité international olympique de 1952 à 1957. Il est surtout connu pour avoir proposé, lors des Jeux olympiques de Londres de 1948, la création de jeux au niveau des pays méditerranéens. Après une édition non officielle en 1949), ses proposition se concrétisent en 1951 par la première édition officielle des Jeux méditerranéens tenus à Alexandrie (Égypte).